# Combretum mortehanii
Combretum mortehanii là một loài thực vật có hoa trong họ Trâm bầu. Loài này được De Wild. & Exell mô tả khoa học đầu tiên năm 1931.